# Andiceras
Andiceras – rodzaj głowonogów z podgromady amonitów.
Żył w okresie jury (tyton).